# Amfitheater van Künzing
Het Amfitheater van Künzing was een Romeins amfitheater in het huidige Künzing in Duitsland.
Op de plaats van Künzing stond tussen de 1e en 5e eeuw n.Chr. de Romeinse castrum Quintanis. Bij dit militaire kamp werd een houten amfitheater gebouwd, dat waarschijnlijk ter vermaak van de daar gelegerde legionairs werd gebouwd.
Tussen 2003 en 2004 werden bij opgravingen de restanten van dit amfitheater gevonden. Het amfitheater had een omtrek van 46 x 40 meter, de arena was 35 x 30 meter. Het amfitheater werd gebouwd door een aarden wal op te richten waartegen houten tribunes werden gebouwd. Het Amfitheater van Nijmegen was op soortgelijke wijze gebouwd.

## Referentie
- Vertaald van de Duitstalige Wikipedia (de:Künzing)